# Cephalocarpus rigidus
Cephalocarpus rigidus är en halvgräsart som beskrevs av Charles Louis Gilly, Henry Allan Gleason och Ellsworth Paine Killip. Cephalocarpus rigidus ingår i släktet Cephalocarpus och familjen halvgräs. Inga underarter finns listade i Catalogue of Life.